# Roustam Raza
Pour les articles homonymes, voir Rostam (homonymie).
Roustam Raza (arménien : Ռուստամ Ռազա, géorgien : როსტომ რაზა Roustam Raza) ou Roustan, né vers 1781 à Tiflis, en Kartl-Kakhétie (actuelle Tbilissi, en Géorgie) et mort le 7 décembre 1845 à Dourdan, en France, est le mamelouk de Napoléon Ier.

## Biographie
Roustam Raza est issu d'une famille arménienne. Selon ses Mémoires, son père Hovnan était un négociant originaire d'Aperkan en Arménie (probablement Askeran, localité du Karabagh) et sa mère Boudji Vari était une arménienne de Tiflis.
Enfant, dans le contexte de guerre que connurent les khanats de Gandja et du Karabagh dans les années 1780, il est enlevé, vendu et revendu plusieurs fois comme esclave, notamment par des Lezghiens. À l'âge de quinze ans, il est acheté à Constantinople par Salah Bey, bey de Constantine. Celui-ci le ramène en Égypte, l'affranchit et l'intègre dans son corps de cavalerie de mamelouks, constitué d'esclaves militaires affranchis. À sa mort, en 1798, il passe au service du cheikh Khalil El Bekri au Caire, dignitaire local qui a pris le parti du général Napoléon Bonaparte lors de la campagne d'Égypte. Peu avant le retour en France de ce dernier, en août 1799, Roustam postule pour passer à son service et est accepté.
Dès lors, sa vie bascule : il va suivre comme son ombre le premier Consul, puis l'Empereur, à travers toute l'Europe, pendant quinze années. Il participe à sa toilette et à son repas, entretient ses armes. Il fait aussi fonction de garde du corps, dormant toujours dans la chambre voisine de son maître, voire en travers de sa porte à certaines périodes. Caracolant en tête des cortèges de parade en costume oriental (notamment lors du Sacre en 1804), il rappelle par sa seule présence que Bonaparte fut le conquérant de l'Égypte.
Le 1er février 1806, au retour de la campagne d'Austerlitz, Roustam épouse à Paris Alexandrine Douville, de Dourdan, fille du premier valet de chambre de l'impératrice Joséphine. L'Empereur a donné son accord et payé la noce.
Il est en Pologne, l'année suivante, lorsqu'il apprend la naissance de son fils Achille. Celui-ci décèdera au cours de sa jeunesse. Il eut également une fille, qui épousa un huissier parisien, Armand Bonnard.
Roustam est l'un des rares personnages du Premier Empire à avoir participé à toutes les campagnes, d'Espagne en Russie. Il est présent sur d'innombrables peintures du XIXe siècle, le plus souvent aux côtés de son illustre maître.

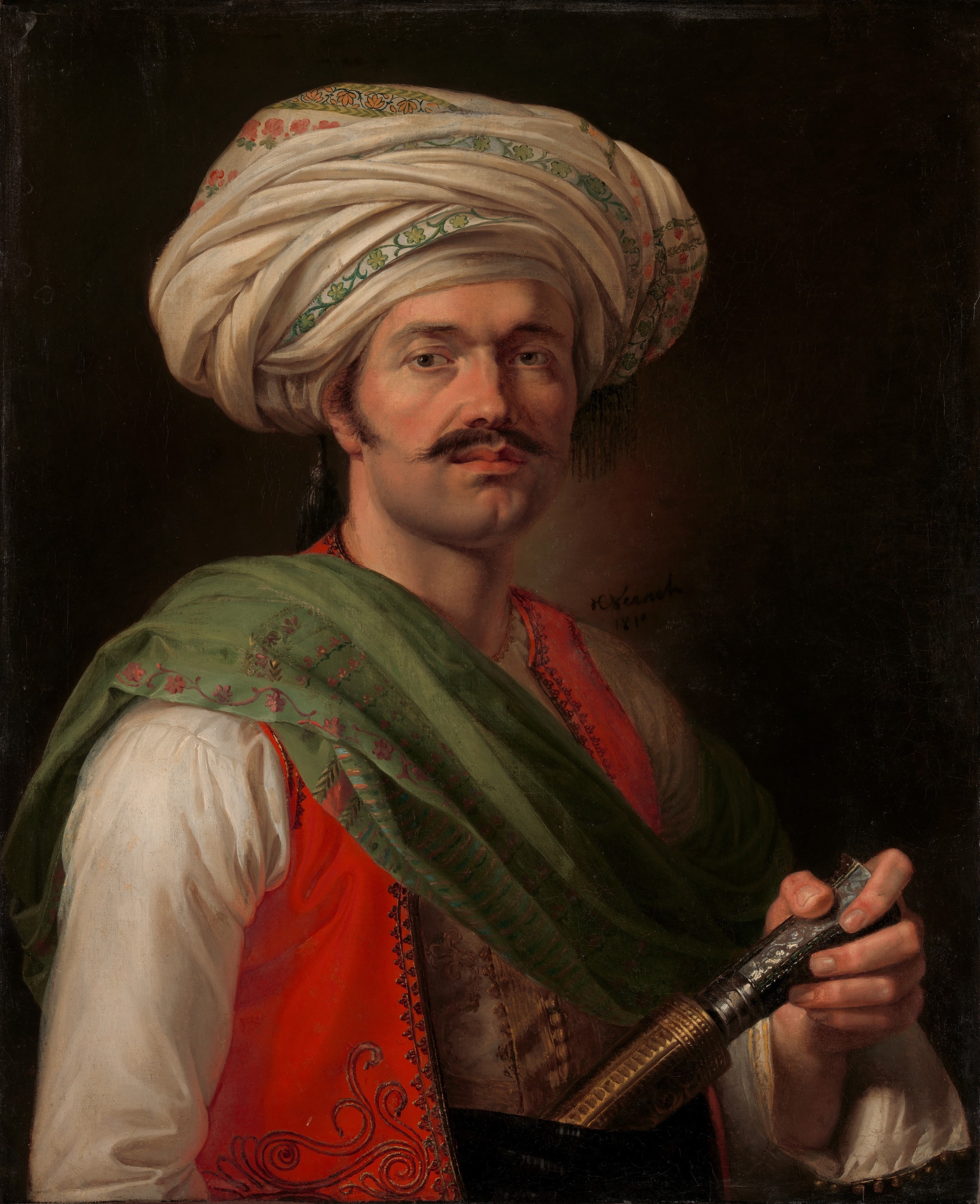
Le Mamelouk, dit Roustam Raza
(v. 1781–1845)
Horace Vernet, 1810
Metropolitan Museum, New York.

En 1814, après l'abdication de l'Empereur et la tentative de suicide au poison de ce dernier, Roustam refuse de le suivre à l’île d’Elbe, effrayé à l'idée de pouvoir être accusé de tentative d'assassinat pour le compte de l'Angleterre. Accusé d’ingratitude par les journaux, il répondit que des raisons particulières l’avaient empêché d’accompagner son bienfaiteur dans sa retraite, et il assura qu’il n’avait jamais reçu d’argent pour cela, comme le bruit en avait couru. Sa répugnance à quitter sa femme et ses enfants, et à renoncer à une existence heureuse et tranquille pour se lancer dans une carrière aventureuse, se joignait à la crainte de retomber dans l’esclavage. Lors des Cent-Jours, l'année suivante, il se propose de nouveau pour le service de l'Empereur, mais celui-ci, qui n'a pas compris son départ l'année précédente, le remplace par le mamelouk Ali. 

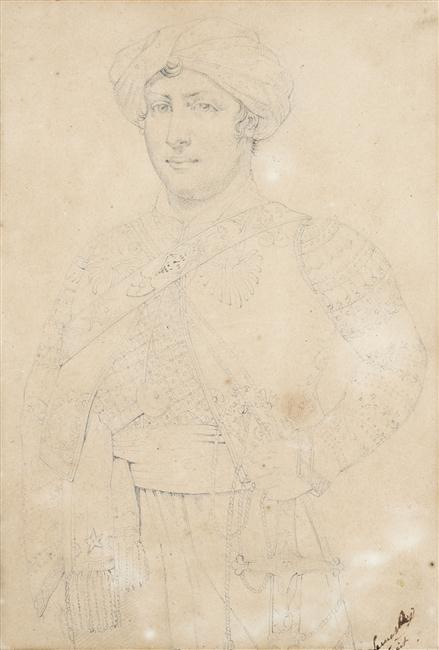
Louis Nicolas Lemasle, Rustan, Mameluck de Napoléon empereur, d'après Jacques-Nicolas Paillot de Montabert, Paris, musée de l'Armée.

Il se retira à Dreux, où sa sœur vivait, mais il ne résida que peu de mois, s’efforçant vainement d’y garder l’incognito. Il obtint sous la Seconde Restauration, un bureau de loterie qu’il revendit quelque temps après. Il parvint à se créer cinq à six mille francs de rentes, et mena alors avec son épouse une vie paisible de petits rentiers à Paris.
Dans un voyage qu’il fit à Londres, Roustam se prêta complaisamment à satisfaire la curiosité de la haute noblesse, et se donna souvent en spectacle, vêtu d’habillements somptueux.
Ses beaux-parents, d'abord retirés dans le village de Saint-Martin-de-Bréthencourt, emménagent en 1827 à Dourdan, rue d'Étampes. Alexandrine, désirant se rapprocher d'eux, obtiendra à l'avènement de Louis-Philippe Ier un emploi à la poste de cette ville. Le couple loue alors, à partir de 1834, un des appartements de la maison du docteur Hippolyte Diard (adjoint au maire). Cette maison existe toujours. C'est là que Roustam Raza s'éteint le 7 décembre 1845 « âgé de soixante-quatre ans » selon l'acte de décès. Sa tombe est encore visible au cimetière de la ville.
Roustam Raza a laissé des Souvenirs écrits, retrouvés et publiés un demi-siècle plus tard par Paul Cottin. De peu d'intérêt sur le plan diplomatique ou militaire, ils sont toutefois riches d'anecdotes sur les comportements de l'entourage de Napoléon.
Il a un fils, Achille, né pendant la campagne de Prusse, et une fille.
Sa veuve meurt à Versailles le 24 juillet 1857. Elle repose avec son époux au cimetière de Dourdan.

## Iconographie
- Son portrait, huile sur toile de 1,520 m sur 1,255 m datée de 1806, par Jacques-Nicolas Paillot de Montabert est conservé à Paris, au musée de l'Armée.
- Le Metropolitan Museum of Art, a acheté un portrait par Horace Vernet, ci-joint, daté de 1810. Il n'est guère ressemblant à celui de Paillot de Montabert.
- Un tableau de Jacques Augustin Catherine Pajou, La Clémence de Napoléon envers Mademoiselle de Saint-Simon, exposé au Salon de 1812, no 692 n'est plus localisé de nos jours, la composition est connue par une gravure au trait publiée par Charles Paul Landon dans les Annales du musée, 1812. Parmi les officiers auprès de Napoléon on reconnait Roustam Raza.
- Jean-Baptiste Isabey, portrait au musée du Louvre.

Roustam apparaît souvent en arrière-plan sur des tableaux napoléoniens, mais reconnaissable à son turban :
- Jean-Baptiste Debret : Première distribution des étoiles de la Légion d'honneur en l'église des Invalides le 26 messidor an XII (15 juillet 1804), Roustam[5] est près d'une cloison, presque sous un écusson.
- Charles Meynier, Napoléon sur l'île de la Lobau.

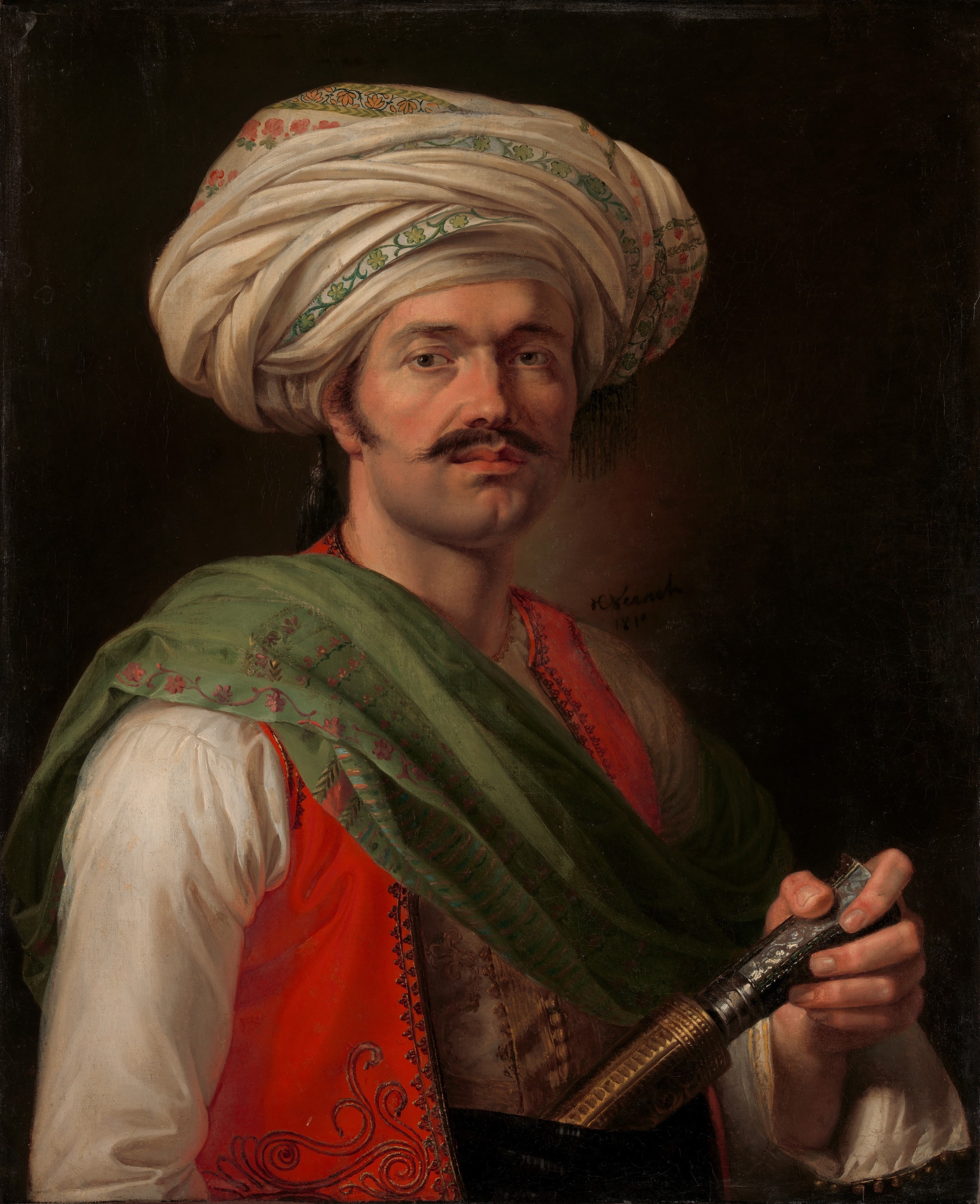
Horace Vernet, Portrait présumé de Roustam Raza, New York, Metropolitan Museum of Art.
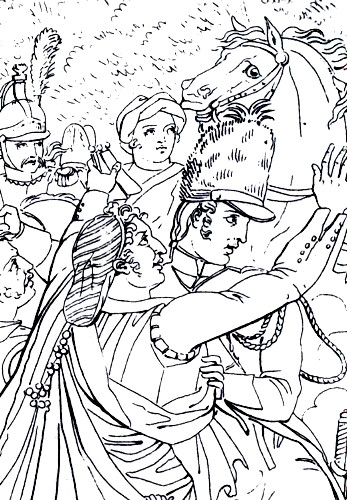
Charles Normand, Clémence de S. M. l'Empereur et Roi, envers M. de Saint-Simon, détail d'une gravure d'après le tableau de Jacques Augustin Catherine Pajou.
Charles Meynier, Napoléon sur l'ile de la Lobau (vers 1810-1820), château de Versailles. Roustam Raza au fond.
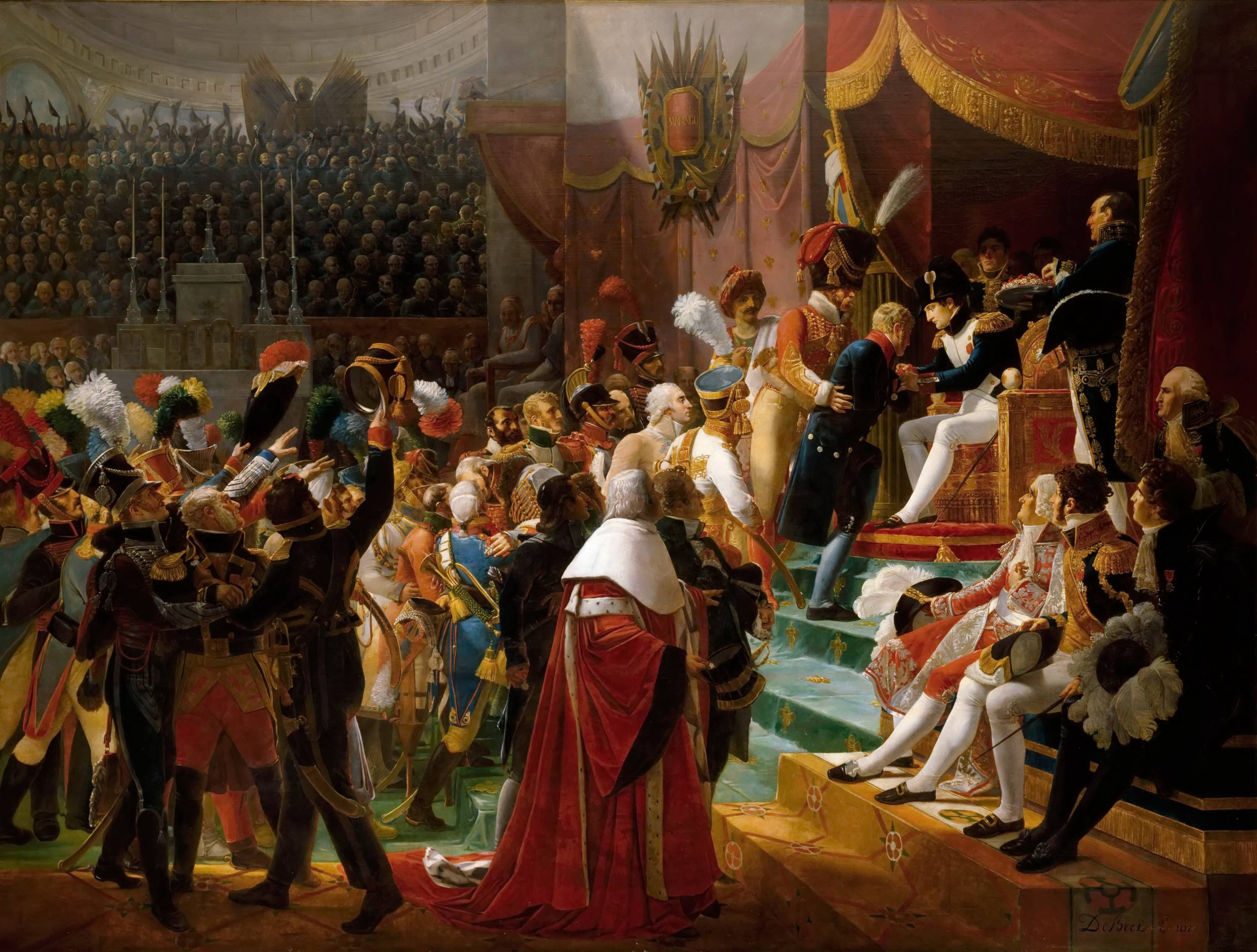
Jean-Baptiste Debret, Première distribution des décorations de la Légion d'honneur dans l'église des Invalides, le 14 juillet 1804 (1812), château de Versailles.

## Vidéographie
- Frères d'armes - Roustam Raza, série Frères d'Armes, film-portrait raconté par Thomas N'Gijol, co-réalisé par Pascal Blanchard et Rachid Bouchareb 2016, 2 minutes.